# Malena Belafonte
Malena Belafonte (født Mathiesen) er en dansk fotomodel. Hun er født og opvokset i Danmark, men bor til dagligt i New York med sin mand David Belafonte (søn af Harry Belafonte). Parret har en datter, Sarafina (født 2003) og en søn Amadeus (født 2007).
Malena Belafonte startede som model i Paris hos Gunnar Larsen.  Senere rejste hun til New York og fik kontrakt hos Wilhelmina Models. Malena har i dag desuden sin egen kosmetikserie.
Hun deltog i efteråret 2009 i sæson 6 af Vild med dans, hvor hun kom i finalen d. 21. november 2009, og blev nummer 2 sammen med Silas Holst.
I september 2009 startede hun sammen med fire andre mødre The Speyer Legacy School, hvilket er den første private skole i New York for overbegavede børn.